# 77th Street (stacja metra na Fourth Avenue Line)
77th Street – stacja metra nowojorskiego, na linii R. Znajduje się w dzielnicy Brooklyn, w Nowym Jorku i zlokalizowana jest pomiędzy stacjami Bay Ridge Avenue i 86th Street. Została otwarta 14 kwietnia 1916.